# Gotska Sandöns kapell
Gotska Sandöns kapell är en kyrkobyggnad som tillhör Fårö församling i Visby stift. Kapellet ligger på Gotska Sandöns nordvästra spets, omkring 40 kilometer norr om Fårö i Gotlands kommun.

## Kyrkobyggnaden
Första kapellet på Gotska Sandön uppfördes 1894 enligt Isak Gustaf Clasons ritningar och hade ett klocktorn vid östra sidan. Byggnaden användes som både kapell och skola. 22 januari 1934 eldhärjades kapellet och totalförstördes. 1948 togs initiativ att bygga ett nytt kapell. Tack vare en donation av fru Karin Ekengren i Stockholm kunde kapellet färdigställas enligt Ragnar Ossian Swenssons ritningar och invigas den 29 augusti 1950 av biskop Gunnar Hultgren. Kyrkklockan som hade klarat branden sattes upp i en klockstapel vid sidan av kapellet. Vid slutet av 1990-talet var stapeln i dåligt skick och fick rivas. Ett nytt klocktorn som är en takryttare i kapellets västra ände invigdes 29 augusti 2000 av biskop Biörn Fjärstedt.
Kapellet har en stomme av knuttimrat trä och består av långhus med kor och sakristia samt en takryttare i västra änden. Invändigt har kyrkorum och sakristia golv av lackade furuplank och trätak som har vitmålats. Kapellet har inget värmesystem.

## Inventarier
I kapellet finns ett högaltare och kyrkbänkar. Kyrkbänkarna kan med hjälp av nedfällbara skivor förvandlas till sovplatser.
Ett kors av sjödränkt ek är snidat av Arvid Larsson. Träet är bärgat från ett vrak vid S:ta Anna på öns sydsida.
Orgeln måste fottrampas och är från och med sommaren 2016 kompletterad med ett elpiano.